# امدقيقة (لودر)

تعديل مصدري - تعديل

امدقيقة هي إحدى قرى عزلة زارة بمديرية لودر التابعة لمحافظة أبين، بلغ تعداد سكانها 78 نسمة حسب تعداد اليمن لعام 2004.